# Harriet Howard
Harriet Elizabeth Georgiana Sutherland-Leveson-Gower, duchessa di Sutherland (née Howard; 21 maggio 1806 – St. James's, 27 ottobre 1868), designata The Honourable Harriet Howard prima del suo matrimonio, fu Mistress of the Robes sotto diverse amministrazioni Whig: 1837–1841, 1846–1852, 1853–1858, e 1859–1861; e fu grande amica della regina Vittoria. Fu una importante figura nell'alta società londinese, e usò la sua posizione sociale per intraprendere varie attività filantropiche, tra cui la protesta delle donne inglesi contro la schiavitù americana.

## Biografia
Era la figlia di George Howard, VI conte di Carlisle, e di sua moglie, Lady Georgiana Cavendish, che era una figlia della famosa Georgiana, Duchessa del Devonshire.

## Matrimonio
Il 18 maggio 1823, sposò suo cugino George Sutherland-Leveson-Gower, conte di Gower (1786–1861), che era stato eletto deputato per St Mawes, Cornovaglia (un borgo putrido) nel 1808, e successe a suo padre come secondo duca di Sutherland nel 1833. Gower era più vecchio di lei di vent’anni, ma la loro unione si dimostrò affettuosa e produsse quattro figli e sette figlie.
La duchessa di Sutherland mantenne una posizione sociale di grande influenza, aiutata dalla sua amicizia con la regina Vittoria nonché dalla grande ricchezza della sua famiglia. Attraverso l'influenza della duchessa Stafford House, St. James's Palace, diventarono un importante centro della società e il punto di partenza di varie attività filantropiche. La duchessa aiutò ad organizzare la petizione "Stafford House Address" contro la schiavitù, e l'ex First Lady americana Julia Tyler scrisse in difesa della schiavitù "The Women of England vs. the Women of America", in risposa ad esso. In risposa al "The Women of England vs. the Women of America", l'ex schiava Harriet Jacobs scrisse una lettera al New York Tribune che fu il suo primo documento pubblicato; fu pubblicato nel 1853 e firmato "Fugitive".
La posizione della duchessa sulla schiavitù fu fortemente criticata da Karl Marx poiché sua suocera, la duchessa precedente, era stata strettamente associata con la clearance degli abitanti del Sutherland tre decenni prima, in modo da poter riutilizzare 794.000 ettari di terreno (3200 km2) per l'allevamento di ovini commerciali. I fatti furono riportati anche nel "Compendio del Capitale" (1878) di Carlo Cafiero.

## Mistress of the Robes
Fu più volte Mistress of the Robes della regina Vittoria, carica che successivamente venne detenuta dalla figlia Lady Elizabeth Georgiana e da sua nuora, Anne.
Introdusse Garibaldi nella società londinese e organizzò una petizione a sostegno dell'abolizione della schiavitù negli Stati Uniti.
Morì il 27 ottobre 1868 nella sua residenza londinese, Stafford House, all'età di 62 anni. Successivamente è stata sepolta nel mausoleo dei duchi di Sutherland a Trentham, nel Staffordshire.

## Figli
Ebbero undici figli:
- Lady Elizabeth Georgiana (30 maggio 1824-25 maggio 1878), sposò George Campbell, VIII duca di Argyll, ebbero figli;
- Lady Evelyn (8 agosto 1825-1869), sposò Charles Stuart, XII Lord Blantyre, ebbero figli;
- Lady Caroline Leveson-Gower (15 aprile 1827-1887), sposò Charles FitzGerald, IV duca di Leinster, ebbero figli;
- George Sutherland-Leveson-Gower, III duca di Sutherland (19 dicembre 1828-22 settembre 1892);
- Lady Blanche Julia Leveson-Gower (26 giugno 1830-24 febbraio 1832);
- Lord Frederick George (11 novembre 1832-6 ottobre 1854);
- Lady Constance Gertrude (16 giugno 1834-1880), sposò Hugh Grosvenor, I duca di Westminster, ebbero figli;
- Lady Victoria Leveson-Gower (16 maggio 1838-19 giugno 1839);
- Lord Albert Leveson-Gower (21 novembre 1843-23 dicembre 1874), sposò Grace Abdy, ebbero figli;
- Lord Ronald Charles Leveson-Gower (2 agosto 1845-9 marzo 1916);
- Lady Alexandrina Leveson-Gower (3 febbraio 1848-21 giugno 1849).

Nel 1871 suo nipote, il IX duca di Argyll, sposò una delle figlie della regina Vittoria, la principessa Luisa

## Cultura di massa
La duchessa di Surtherland è interpretata da Margaret Clunie nella serie di ITV del 2016 Victoria.

## Ascendenza
|                                         |                                          |                                                   | Genitori                               |  |  | Nonni |  |  | Bisnonni                           |  |  | Trisnonni                             |  |
|                                         |                                          |                                                   |                                        |  |  |       |  |  | Henry Howard, IV conte di Carlisle |  |  | Charles Howard, III conte di Carlisle |  |
|                                         |                                          |                                                   |                                        |  |  |       |  |  | Henry Howard, IV conte di Carlisle |  |  | Charles Howard, III conte di Carlisle |  |
|                                         |                                          | Anne de Vere Capell                               |                                        |  |  |       |  |  | Henry Howard, IV conte di Carlisle |  |  |                                       |  |
| Frederick Howard, V conte di Carlisle   |                                          |                                                   |                                        |  |  |       |  |  | Henry Howard, IV conte di Carlisle |  |  |                                       |  |
|                                         |                                          | hon. Isabella Byron                               | William Byron, IV barone Byron         |  |  |       |  |  |                                    |  |  |                                       |  |
|                                         |                                          | hon. Isabella Byron                               | William Byron, IV barone Byron         |  |  |       |  |  |                                    |  |  |                                       |  |
|                                         |                                          | hon. Isabella Byron                               | hon. Frances Berkeley                  |  |  |       |  |  |                                    |  |  |                                       |  |
| George Howard, VI conte di Carlisle     |                                          | hon. Isabella Byron                               |                                        |  |  |       |  |  |                                    |  |  |                                       |  |
|                                         |                                          | Granville Leveson-Gower, I marchese di Stafford   | John Leveson-Gower, I conte Gower      |  |  |       |  |  |                                    |  |  |                                       |  |
|                                         |                                          | Granville Leveson-Gower, I marchese di Stafford   | John Leveson-Gower, I conte Gower      |  |  |       |  |  |                                    |  |  |                                       |  |
|                                         |                                          | Granville Leveson-Gower, I marchese di Stafford   | lady Evelyn Pierrepont                 |  |  |       |  |  |                                    |  |  |                                       |  |
| lady Margaret Leveson-Gower             |                                          | Granville Leveson-Gower, I marchese di Stafford   |                                        |  |  |       |  |  |                                    |  |  |                                       |  |
|                                         |                                          | lady Louisa Egerton                               | Scroop Egerton, I duca di Bridgewater  |  |  |       |  |  |                                    |  |  |                                       |  |
|                                         |                                          | lady Louisa Egerton                               | Scroop Egerton, I duca di Bridgewater  |  |  |       |  |  |                                    |  |  |                                       |  |
|                                         |                                          | lady Louisa Egerton                               | lady Rachael Russell                   |  |  |       |  |  |                                    |  |  |                                       |  |
| lady Harriet Howard                     |                                          | lady Louisa Egerton                               |                                        |  |  |       |  |  |                                    |  |  |                                       |  |
|                                         | William Cavendish, IV duca di Devonshire | William Cavendish, III duca di Devonshire         |                                        |  |  |       |  |  |                                    |  |  |                                       |  |
|                                         | William Cavendish, IV duca di Devonshire | William Cavendish, III duca di Devonshire         |                                        |  |  |       |  |  |                                    |  |  |                                       |  |
|                                         | William Cavendish, IV duca di Devonshire | Catherine Hoskins                                 |                                        |  |  |       |  |  |                                    |  |  |                                       |  |
| William Cavendish, V duca di Devonshire | William Cavendish, IV duca di Devonshire |                                                   |                                        |  |  |       |  |  |                                    |  |  |                                       |  |
|                                         |                                          | Charlotte Elizabeth Boyle, marchesa di Hartington | Richard Boyle, III conte di Burlington |  |  |       |  |  |                                    |  |  |                                       |  |
|                                         |                                          | Charlotte Elizabeth Boyle, marchesa di Hartington | Richard Boyle, III conte di Burlington |  |  |       |  |  |                                    |  |  |                                       |  |
|                                         |                                          | Charlotte Elizabeth Boyle, marchesa di Hartington | lady Dorothy Savile                    |  |  |       |  |  |                                    |  |  |                                       |  |
| lady Georgiana Cavendish                |                                          | Charlotte Elizabeth Boyle, marchesa di Hartington |                                        |  |  |       |  |  |                                    |  |  |                                       |  |
|                                         |                                          | John Spencer, I conte Spencer                     | lord John Spencer                      |  |  |       |  |  |                                    |  |  |                                       |  |
|                                         |                                          | John Spencer, I conte Spencer                     | lord John Spencer                      |  |  |       |  |  |                                    |  |  |                                       |  |
|                                         |                                          | John Spencer, I conte Spencer                     | lady Georgiana Caroline Carteret       |  |  |       |  |  |                                    |  |  |                                       |  |
| lady Georgiana Spencer                  |                                          | John Spencer, I conte Spencer                     |                                        |  |  |       |  |  |                                    |  |  |                                       |  |
|                                         |                                          | Margaret Poyntz                                   | Stephen Poyntz                         |  |  |       |  |  |                                    |  |  |                                       |  |
|                                         |                                          | Margaret Poyntz                                   | Stephen Poyntz                         |  |  |       |  |  |                                    |  |  |                                       |  |
|                                         |                                          | Margaret Poyntz                                   | Anna Maria Mordaunt                    |  |  |       |  |  |                                    |  |  |                                       |  |
|                                         |                                          | Margaret Poyntz                                   |                                        |  |  |       |  |  |                                    |  |  |                                       |  |